# Cyclodinus maltzevi
Cyclodinus maltzevi là một loài bọ cánh cứng trong họ Anthicidae. Loài này được Blinstein miêu tả khoa học năm 1988.